# Borda del Tort
La Borda del Tort, també coneguda com a Borda d'Espot i més modernament com a Bordes d'Escaló, és una antiga borda del terme municipal d'Espot, a la comarca del Pallars Sobirà.
Està situada a la dreta de la Noguera Pallaresa, a mig camí entre el poble d'Escaló i el Pantà de la Torrassa, a prop i al sud-est de la Central hidroelèctrica d'Espot, hi ha l'antiga Borda del Tort, o d'Espot, actualment denominada Bordes d'Escaló. Havia estat caserna de la Guàrdia Civil, i en el temps que durà la construcció del Pantà de la Torrassa, serví de menjador per als obres que la bastiren.